# Rio São Francisco (vattendrag i Brasilien, Minas Gerais, lat -16,17, long -40,67)
Rio São Francisco är ett vattendrag i Brasilien.   Det ligger i delstaten Minas Gerais, i den östra delen av landet, 800 km öster om huvudstaden Brasília.
Omgivningen kring Rio São Francisco är huvudsakligen savann. Området är glesbefolkat, med 20 invånare per kvadratkilometer.